# Život Adèle
Život Adèle (v originále La Vie d'Adèle : Chapitres 1 et 2) je francouzsko-španělský koprodukční film tunisko-francouzského režiséra Abdellatifa Kechicheho z roku 2013. Snímek měl světovou premiéru na Mezinárodním filmovém festivalu v Cannes dne 23. května 2013.
Film a jeho režisér získali hlavní cenu Zlatou palmu na festivalu v Cannes roku 2013. Rozhodnutím poroty, které předsedal Steven Spielberg, obdržely Zlatou palmu mimořádně také obě představitelky hlavních rolí, francouzské herečky Léa Seydoux (Emma) a Adèle Exarchopoulos (Adèle).
Film Život Adèle je adaptací grafického románu Le bleu est une couleur chaude autorky Julie Maroh. V roce 2016 uspořádala britská rozhlasová a televizní stanice BBC anketu, při které se tento film dostal mezi 100 celosvětově nejvýznamnějšími filmy 21. století na 45. místo.

## Obsah
Film pojednává o milostném vztahu mezi dvěma mladými ženami. Začíná v době, kdy je mladší z nich 15 let.

## Obsazení
| Léa Seydoux         | Emma                |
| Adèle Exarchopoulos | Adèle               |
| Salim Kechiouche    | Samir               |
| Aurélien Recoing    | otec Adèle          |
| Catherine Salée     | matka Adèle         |
| Benjamin Siksou     | Antoine             |
| Mona Walravens      | Lise                |
| Alma Jodorowsky     | Béatrice            |
| Jérémie Laheurte    | Thomas              |
| Anne Loiret         | matka Emmy          |
| Benoît Pilot        | nevlastní otec Emmy |
| Sandor Funtek       | Valentin            |
| Fanny Maurin        | Amélie              |
| Maelys Cabezon      | Laetitia            |
| Samir Bella         | Samir               |
| Tom Hurier          | Pierre              |
| Manon Piette        | Manon               |

## Recenze
- Život Adèle / La vie d'Adèle - Chapitres 1 et 2 – 95 % na Aktuálně -